# ベルリン放送交響楽団
ベルリン放送交響楽団（ドイツ語: Rundfunk-Sinfonieorchester Berlin, 英語: Berlin Radio Symphony Orchestra）は、ドイツ・ベルリンに本拠を置くオーケストラ。略称はRSB。主にベルリン・フィルハーモニーおよびベルリン・コンツェルトハウスで演奏会を行っている。

## 概要
1923年に設立された。第二次世界大戦後は東ベルリン側に属し、DDRラジオ放送局（Rundfunk der DDR）の放送オーケストラとなった。ドイツ再統一後の1994年にRIAS室内合唱団、ベルリン放送合唱団、ベルリン・ドイツ交響楽団、ベルリン放送交響楽団の4団体を所有する有限会社（GmbH）である"Rundfunk Orchester und Chöre GmbH Berlin"が設立され、その傘下となった。この有限会社にはドイチュラントラジオ（Deutschlandradio）が40%、ドイツ連邦共和国政府が35%、ベルリン市が20%、ベルリン・ブランデンブルク放送協会（Rundfunk Berlin-Brandenburg）が5%を、それぞれ出資している。日本で発売されたハインツ・レーグナー指揮による録音では一時期「ベルリン放送管弦楽団」と記されている。当時「ベルリン放送交響楽団」 (Radio-Symphonie-Orchester Berlin) の名称であった西ベルリンの現ベルリン・ドイツ交響楽団との区別を意図したものと考えられる。同じ団体の録音が2種類の日本名で流通する結果となった上、同時期にベルリン放送管弦楽団の名で日本でも録音発売があったDDR所属の第二オーケストラBerlin Radio Orchestraとも混同されるなど、かえって混乱を助長した。なおこの時期、日本名でベルリン交響楽団と呼ばれる団体も東西別個に存在したが、こちらも同じ名で録音が流通した。
2009年にはベルリン・ドイツ交響楽団を吸収合併するという話が出たが、関係者の猛反発を受けて結局撤回されている。

## 歴代首席指揮者等
- ブルーノ・ザイデル＝ヴィンクラー（1926年 - 1932年）
- オイゲン・ヨッフム（1932年 - 1934年）
- セルジュ・チェリビダッケ（1945年 - 1946年）
- ヘルマン・アーベントロート（1953年 - 1956年）
- ロルフ・クライネルト（1959年 - 1973年）
- ハインツ・レーグナー（1973年 - 1993年）
- ラファエル・フリューベック・デ・ブルゴス（1994年 - 2000年）
- マレク・ヤノフスキ（2002年 - 2016年）
- ウラディーミル・ユロフスキ（2017年 - ）